# Чадовље при Тржичу
Чадовље при Тржичу (словен. Čadovlje pri Tržiču) је насељено место у општини Тржич, Горењска регија, Словенија.

## Историја
До територијалне реорганизације у Словенији било је у саставу старе општине Тржич.

## Становништво
У попису становништва из 2011. године, Чадовље при Тржичу имало је 93 становника.
| Број становника према пописима | Број становника према пописима | Број становника према пописима |
| ------------------------------ | ------------------------------ | ------------------------------ |
| 1991                           | 2002                           | 2011                           |
| 81                             | 86                             | 93                             |

Напомена: До 1953. исказивано под именом Чадовље.